# Gniewko Niedbała
Gniewko Niedbała – polski inżynier, naukowiec, nauczyciel akademicki, dr hab. nauk rolniczych, profesor Wydziału Inżynierii Środowiska i Gospodarki Przestrzennej Uniwersytetu Przyrodniczego w Poznaniu.

## Życiorys
Pracę doktorską pt. Prognozowanie plonu roślin z wykorzystaniem sztucznych sieci neuronowych na przykładzie buraka cukrowego obronił w 2006 r. Habilitował się na podstawie rozprawy pt. Zastosowanie liniowych i nieliniowych metod modelowania do prognozowania i symulacji plonów pszenicy ozimej oraz rzepaku ozimego.
W latach 2020, 2022 i 2023 znalazł się wśród 2 proc. najczęściej cytowanych naukowców świata.
W latach 2012–2016 członek Rady Narodowego Centrum Badań i Rozwoju. Członek komisji dyscyplinarnej przy Ministrze Nauki w kadencji 2025–2028. Od 2023 roku profesor zwyczajny Uniwersytetu Przyrodniczego w Poznaniu.

## Monografie
1. S. Kujawa, G. Niedbała. 2021. Artificial Neural Networks in Agriculture. s. 284. ISBN 978-3-0365-1579-3. https://doi.org/10.3390/books978-3-0365-1579-3.
2. B. Golińska, B. Gawrońska, M. Graczyk, S. Grześ, M. Selwet, M. Biber, D. Kurasiak-Popowska, Ł. Mendyk, G. Niedbała. 2019. 100 lat (1919 – 2019) Wydziału Rolnictwa i Bioinżynierii: Album wystawy jubileuszowej prezentowanej od 27 września 2018 r. do 21 listopada 2019 r. w Biocentrum Uniwersytetu Przyrodniczego w Poznaniu w ramach obchodów 100-lecia Uniwersytetu Poznańskiego i 100 lat akademickich studiów rolniczo-leśnych. s. 135. ISBN 978-83-7160-945-9.
Odznaczony Brązowym Krzyżem Zasługi (2020).